# دوبروونیک
دوبروونیک (کروات: Dubrovnik) یک شهر تاریخی در کشور کرواسی که در ساحل دریای آدریاتیک و در کنار آخرین قسمت تنگهٔ دوبروونیک قرار دارد. این شهر یکی از برجسته‌ترین مقصدهای توریستی در دریای آدریاتیک است. در سال ۱۹۷۹ میلادی، شهر دوبروونیک به فهرست میراث جهانی یونسکو پیوست.
کامیابی شهر دوبروونیک همواره بر اساس تجارت دریایی بوده‌است. در سالهای میانه میلادی این شهر به عنوان جمهوری راگوسا شناخته می شد. این شهر تنها جمهوری در خاور دریای آدریاتیک بود که رقابت بسیاری با شهر ونیز داشت. این جمهوری کوچک در قرن‌های ۱۵ و ۱۶ میلادی، با پشتیبانی ثروت و مهارت دیپلماتیک خود، توانست دست‌آوردهایی چشم‌گیر و توسعه‌ای بسیار زیاد به دست آورد. اگرچه، در دهه ۷۰ میلادی، به قصد جلوگیری از ویرانی‌های جنگ، شهر به‌طور کامل غیرنظامی شد، ولی پس از  فروپاشی یوگسلاوی در سال ۱۹۹۱، این شهر توسط نیروهای صرب محاصره و به مدت ۷ ماه آسیب‌های سنگینی به آن وارد شد.

## نام
در کروات، این شهر به نام "دوبروونیک" شناخته می‌شود؛ در ایتالیایی به نام "راگوسا" (Ragusa)، و نام‌های تاریخی خود را در یونانی Raugia/Ραυγια یا Ragousa/Ραγουσα.
پس از فروپاشی پادشاهی اتریش-مجارستان نام کرواتی فعلی رسماً در سال ۱۹۱۸ میلادی پذیرفته شد.

## تاریخ

### آغاز
فرهنگ تاریخی نشان می‌دهد که راگوسا (دوبروونیک) در قرن ۷ بر روی یک جزیره سنگی به نام لاوس Laus که سرپناه برای پناهندگان از شهر نزدیک Epidaurus تأسیس شد. بنیانگذاران در حال فرار از حمله‌های اسلاوها بودند.
بر اساس کاوشهای باستان شناسی جدید، یکی دیگر از تئوری‌ها بر خلاف با تئوری‌های سنتی نشان می‌دهد که با توجه به کلیساهای قدیمی امپراتوری روم شرقی که سالن دراز دارند، و از قرن ۸ میلادی به جا ماندند همچنین بخش‌هایی از دیوارهای شهر نشان می‌دهند که در زمان ساخته شدن در این شهر زیست‌گاه‌های بزرگ از قبل وجود داشتند.
این در حالی است که دکتر آنتون نیچتیچ (Antun Ničetić)، در کتاب خود "Povijest dubrovačke luke" (تاریخچه بندر دوبروونیک)، مینویسد که دوبروونیک توسط ملوانان یونانی تأسیس شده است.

### جمهوری
پس از فروپاشی پادشاهی استروگوت‌ها (Ostrogothic)، شهر تحت حفاظت امپراتوری روم شرقی در آمد، با وجود آن که اساساً دولت شهر مستقل بود، به صورت فعال با شهرهای طراف کرواتی و شبه جزیره ایتالیا کار میکرد.
پس از جنگ‌های صلیبی، راگوسا در سالهای ۱۲۰۵ تا ۱۳۵۸ میلادی تحت حاکمیت ونیز در آمد، که نهادهای خود را به آن شهر داد. پس از پیمان صلح زادر (Zadar) در سال ۱۳۵۸ میلادی، راگوسا استقلال نسبی به عنوان یک رعیت از دولت پادشاهی مجارستان را به دست آورد.
بین قرن ۱۴ و سال ۱۸۰۸، راگوسا یک جمهوری مستقل بود، اگر چه از سال ۱۴۴۰ تا ۱۸۰۴ مجبور به پرداخت خراج سالانه به دولت عثمانی و سلطان آن بود.
این جمهوری در قرن ۱۵ و ۱۶ به اوج قدرت خود رسید، هنگامی که می‌شود آن تا حد جمهوری ونیز و دیگر جمهوری‌های دریایی ایتالیایی سنجید.
این جمهوری یکی از نخستین‌ها در آن چه در امروز به عنوان قانون‌ها و نهادهای مدرن در نظر گرفته می‌شود: خدمات پزشکی در سال ۱۳۰۱ میلادی، با نخستین داروخانه در سال ۱۳۴۷ میلادی و نخستین نوانخانه در سال ۱۳۷۴ همچنین نخستین بیمارستان قرنطینه (Lazarete) در سال ۱۳۷۷ تأسیس شد. تجارت برده در سال ۱۴۱۸ لغو شد، و یک پرورشگاه در ۱۴۳۲ افتتاح شد. و بشتر از ۲۰ کیلومتر شبکه تأمین آب در سال ۱۴۳۶ ساخته شد.
در سال ۱۸۰۶، شهر به ارتش ناپلئون بناپارت تسلیم شد، که تنها راه برای پایان دادن به محاصره یک ماهه توسط ناوگان روسیه بود (که در طی آن ۳۰۰۰ گلوله توپ به این شهر شلیک شد بود). نخست ناپلئون تنها راه عبور را برای سربازان خود خواسته بود و تعهد داده بود که به اشغال این سرزمین دست نزند با تأکید بر اینکه فرانسه از دوستان راگوسان هست . با این حال، نیروهای فرانسوی بعد از محاصره بندرگاه‌ها، دولت را وادار کردند تا اجازه دهد نیروهای فرانسوی وارد شهر بشوند. در این روز، تمام پرچم‌ها در بالای دیوارهای شهر به عنوان نشانه‌ای از ماتم سیاه و سفید رنگ بودند.
در سال ۱۸۰۸ "اوگوست دو مارمینت" (Auguste de Marmont)، لغو جمهوری و یکپارچه قلمرو آن نخست به ایتالیای (ناپلئون) و بعد به استان ایلیریان (Illyrian) که تحت حکومت فرانسه بود واگذار کرد.

### حکومت اتریش
امپراتوری هابسبورگ این استان را پس از سال ۱۸۱۵ میلادی به خاک خود پیوست، پس از آن تا سال ۱۹۱۸ میلادی این شهر به دست پادشاهی اتریش-مجارستان کنترل میشد.

### پادشاهی و جمهوری فدرال سوسیالیستی یوگسلاوی
پس از فروپاشی پادشاهی اتریش-مجارستان در سال ۱۹۱۸ میلادی این شهر در سال ۱۹۲۱ میلادی به کنترل پادشاهی یوگسلاوی در آمد و تا فروپاشی جمهوری فدرال سوسیالیستی یوگسلاویدر سال ۱۹۹۱ بخشی از این جمهوری بود.

### جمهوری کرواسی
در سال ۱۹۹۱ و پس از جنگی که باعث فروپاشی یوگسلاوی شد، این شهر به جمهوری کرواسی پیوست و تا به امروز جزوی از کشور کرواسی است.